# Pijava Gorica
Pijava Gorica – wieś w Słowenii, w gminie Škofljica. W 2018 roku liczyła 800 mieszkańców.